# 宋志毅
宋志毅（1904年—1980年3月13日），原名宋又彬、宋占彬，男，直隶（今河北）深泽人，中华人民共和国政治人物，曾任河北省高级人民法院院长，河北省政协副主席。